# 逍遥山站
逍遙山站（：／ Soyosan yeok */?）是京元線沿線的一座鐵路車站，同時也是首都圈電鐵1號線的起點車站，位於韓國京畿道東豆川市上鳳岩洞。站名取自車站旁的逍遙山。

## 概要
開業當時只有鴿子號停靠，直至2006年12月15日首都圈電鐵1號線開通同時成為起終點站以及可進行列車交會的直營站，接近的居民也使用首都圈電鐵。2023年12月首都圈電鐵1號線將開通至漣川站，同時此站成為中途站。

## 車站構造
2面2線對向式月台。首都圈電鐵1號線停靠站舍一側的高床月台，而通勤列車則停靠對側的低床月台。首都圈電鐵1號線預定將於2022年12月延長至漣川站，屆時通勤列車月台將改造成高床月台。
本站只設1個出口。

### 月台配置

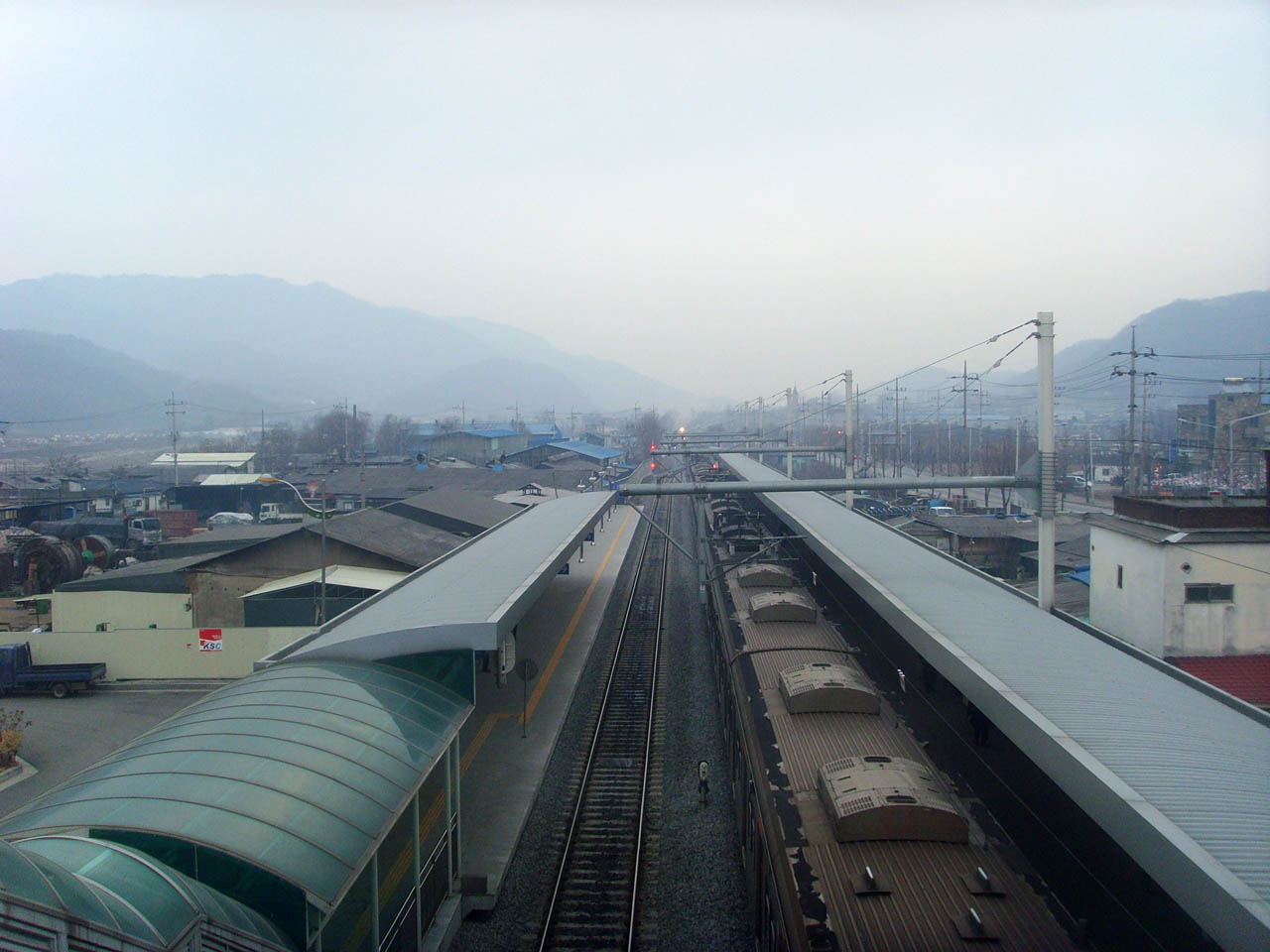
青山方向
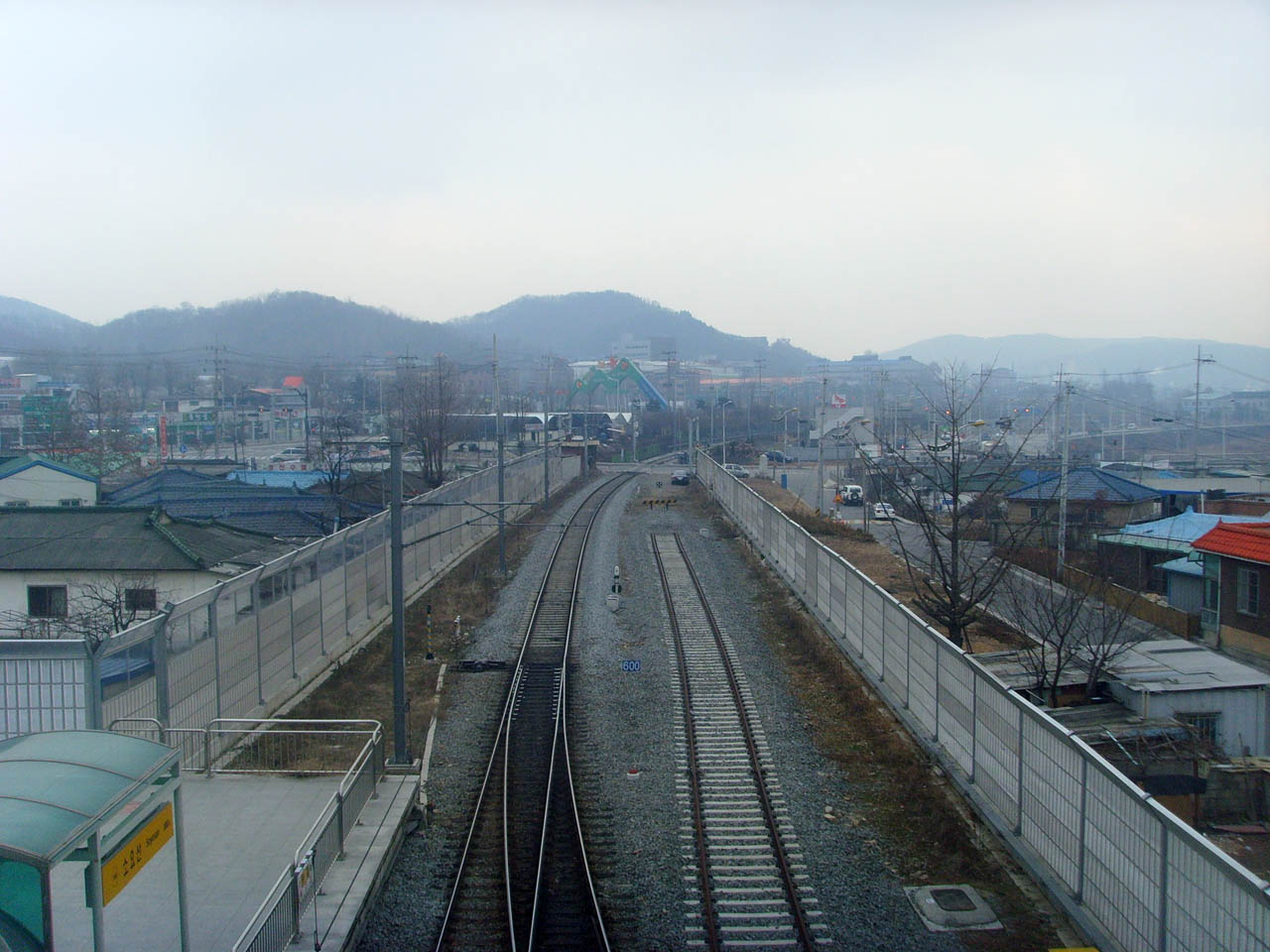
東豆川方向

| ↑東豆川（1號線） |
| \| ２            |
| 青山（1號線）↓   |

| 月台 | 路線             | 目的地                 |
| ---- | ---------------- | ---------------------- |
| 1    | ●首都圈電鐵1號線 | 光大學、九老、仁川方向 |
| 2    | ●首都圈電鐵1號線 | 青山、全谷、涟川方向   |

- 青山方向
- 東豆川方向

## 歷史
- 1964年4月28日：龍山起56公里地點列車進行臨時停車上下客，直至同年5月30日[1]。
- 1975年12月23日：成為無配置簡易站，開始營業。
- 1982年9月21日：新建站舍竣工。
- 2006年5月7日：拆除現有站舍，臨時站舍開業。
- 2006年12月15日：首都圈電鐵1號線延長開通，升格為普通站，新建站舍。
- 2011年7月28日：2011年7月韓國中部集中豪雨，受軌道流失影響，通勤列車營業臨時停止。
- 2012年3月21日：哨城鐵橋完工，通勤列車再度運行，同時減編至單向1日6班。
- 2012年7月1日：通勤列車運行次數重編。
- 2014年10月31日：本站至漣川站間首都圈電鐵1號線複線電氣化開工。
- 2017年7月1日：和平列車開始停靠本站。
- 2018年7月2日：京元線漣川－白馬高地路段軌道進行改善工程，通勤列車、和平列車只運行至漣川站。

## 車站周邊
- 逍遙山
- 逍遙小學（朝鲜语：소요초등학교）
- 自由守護和平博物館（朝鲜语：자유수호평화박물관）

## 利用狀況
2006年資料以開通日的2006年12月15日起計至12月31日為止共17日的基準換算。
| 路線  | 路線 | 每日平均人數（人次） | 每日平均人數（人次） | 每日平均人數（人次） | 每日平均人數（人次） | 每日平均人數（人次） | 每日平均人數（人次） | 每日平均人數（人次） | 每日平均人數（人次） | 每日平均人數（人次） | 每日平均人數（人次） | 備註  |
| 路線  | 路線 | 2000年               | 2001年               | 2002年               | 2003年               | 2004年               | 2005年               | 2006年               | 2007年               | 2008年               | 2009年               | 備註  |
| ----- | ---- | -------------------- | -------------------- | -------------------- | -------------------- | -------------------- | -------------------- | -------------------- | -------------------- | -------------------- | -------------------- | ----- |
| 1號線 | 乘車 | 未開通               | 未開通               | 未開通               | 未開通               | 未開通               | 未開通               | 2,226                | 2,830                | 3,079                | 3,219                | [ 2 ] |
| 1號線 | 下車 | 未開通               | 未開通               | 未開通               | 未開通               | 未開通               | 未開通               | 2,573                | 2,899                | 3,077                | 3,043                | [ 2 ] |
| 路線  | 路線 | 每日平均人數（人次） | 每日平均人數（人次） | 每日平均人數（人次） | 每日平均人數（人次） | 每日平均人數（人次） | 每日平均人數（人次） | 每日平均人數（人次） | 每日平均人數（人次） | 每日平均人數（人次） | 備註                 |       |
| 路線  | 路線 | 2010年               | 2011年               | 2012年               | 2013年               | 2014年               | 2015年               | 2016年               | 2017年               | 2018年               | 備註                 |       |
| 1號線 | 乘車 | 3,756                | 4,190                | 4,684                | 4,931                | 5,006                | 4,788                | 4,818                | 4,779                | 4,449                | [ 2 ]                |       |
| 1號線 | 下車 | 3,554                | 3,803                | 4,047                | 4,029                | 4,115                | 3,951                | 4,020                | 4,003                | 3,732                | [ 2 ]                |       |